# Eröö gol
Eröö gol (mongolsky Эрөө гол) je řeka v Mongolsku (Selengský ajmag). Je to pravý nejvodnější přítok Orchonu v povodí Selengy. Je 323 km dlouhá. Povodí má rozlohu 12 000 km².

## Průběh toku
Pramení v Chentijských horách. Na horním toku teče v úzké lesnaté dolině. Na dolním toku se dolina rozšiřuje a řeka se rozvětvuje na ramena. Leží na ní města Bugant a Tavin.

## Vodní stav
Vodnost řeky je nejvyšší v létě. V té době unáší řeka velké množství pevných částic. Zamrzá v listopadu a rozmrzá v dubnu.

## Využití
Využívá se na splavování dřeva.